# کتی وسلاک
کتی وسلاک (انگلیسی: Cathy Weseluck؛ زادهٔ ۲۱ اوت ۱۹۷۰) بازیگر، صداپیشه، کمدین و خواننده روسی‌تبار اهل کانادا است. وی از سال ۱۹۸۶ میلادی تاکنون مشغول فعالیت بوده‌است.
از جمله آثار حرفه‌ای و هنری او می‌توان به تایو، اتوبوس کوچک، دفتر مرگ، بلک لاگون، سایبرسیکس، فیلم پونی کوچولو و باربی اشاره کرد.